# La sorpresa
(G. K. Chesterton, La sorpresa, Atto I, scena I.)
La sorpresa (The Surprise) è un'opera teatrale di Gilbert Keith Chesterton, pubblicata postuma nel 1952.
In essa Chesterton affronta, con il suo tipico piglio arguto e sorprendente, i temi del libero arbitrio, della felicità umana e del teatro nel teatro. In particolare, nell'opera è sviscerato il rapporto di dipendenza e autonomia che si sviluppa tra un autore e i suoi personaggi: Chesterton confidò ad un amico, mentre stava scrivendo La sorpresa, che era intenzionato a «superare Pirandello», facendo riferimento a Sei personaggi in cerca d'autore, dove è trattato lo stesso tema.
L'idea portante de La sorpresa era già stata abbozzata dall'autore in Ortodossia, libro di apologetica che aveva pubblicato nel 1908.

## Edizioni
- G. K. Chesterton, La sorpresa e altri piccoli doni, traduzione di Annalisa Teggi, editrice Guerrino Leardini, 2015.
- Contenuto in  G. K. Chesterton, Magia e altri sette drammi, a cura di Giulio Mainardi, Milano, Jouvence, 2018, ISBN 978-88-7801-645-3.